# Aji Basuki Sindoro
Aji Basuki Sindoro (* 8. Mai 1982) ist ein australischer Badmintonspieler indonesischer Herkunft.

## Karriere
Aji Basuki Sindoro gewann für Indonesien 2004 die Welsh International, die Irish Open und die Bulgarian International. Für seine neue Heimat Australien siegte er 2006 bei den Fiji International und den Samoa International sowie 2007 bei den Australian Open.

## Sportliche Erfolge
| Saison | Veranstaltung           | Disziplin    | Platz | Name                                           |
| ------ | ----------------------- | ------------ | ----- | ---------------------------------------------- |
| 2004   | Welsh International     | Herrendoppel | 1     | Ruben Gordown Khosadalina / Aji Basuki Sindoro |
| 2004   | Irish Open              | Herrendoppel | 1     | Ruben Khosadalina / Aji Sindoro                |
| 2004   | Bulgarian International | Herrendoppel | 1     | Ruben Gordown Khosadalina / Aji Basuki Sindoro |
| 2006   | Samoa International     | Herrendoppel | 1     | Ashley Brehaut / Aji Basuki Sindoro            |
| 2006   | Fiji International      | Mixed        | 1     | Aji Basuki Sindoro / Eva Ratanasena            |
| 2006   | Fiji International      | Herrendoppel | 1     | Ashley Brehaut / Aji Basuki Sindoro            |
| 2006   | Australian Open         | Herrendoppel | 2     | Ashley Brehaut / Aji Basuki Sindoro            |
| 2006   | Victorian International | Herrendoppel | 3     | Ashley Brehaut / Aji Basuki Sindoro            |
| 2007   | Australian Open         | Herrendoppel | 1     | Aji Basuki Sindoro / Ashley Brehaut            |
| 2007   | Australian Open         | Mixed        | 2     | Aji Sindoro / Peggy Lim                        |